# Parapilocrocis
Parapilocrocis és un gènere d'arnes de la família Crambidae descrit per Eugene Munroe el 1967.

## Taxonomia
- Parapilocrocis albomarginalis (Schaus, 1920)
- Parapilocrocis citribasalis Munroe, 1967

## Espècies antigues
- Parapilocrocis albipunctalis (Hampson, 1918)